# Eructație
Eructația (limba latină: eructatio), râgâială, râgâit,  este procesul fiziologic însoțit de zgomot, de  eliminare pe cale bucală a gazelor din stomac, sau de mici cantități de suc gastric prin esofag.